# Тайхо Коки

Тайхо Коки (яп. 大鵬幸喜 Тайхо: Ко:ки, или Тайхо (Великий Феникс), настоящее имя Коки Ная или Иван Маркиянович Борышко; 29 мая 1940, Сикука, префектура Карафуто, Японская империя (ныне Поронайск, Сахалинская область, Россия) — 19 января 2013, Токио) — японский спортсмен украинского происхождения, профессиональный сумоист, 48-й ёкодзуна, один из величайших в истории. За свою карьеру он выиграл Императорский кубок 32 раза. Только в 2015 году Хакухо смог превзойти это достижение.

## Происхождение
Отец Тайхо — Маркиян Борышко, украинец, родился в селе Руновщина современного Зачепиловского района Харьковской области Украины. На Дальний Восток, а затем и на Сахалин Маркиян попал вместе с родителями-переселенцами. Мать Тайхо — Киэ Ная, японка, швея, с которой Маркиян познакомился в 1928 году, муж был старше жены на 18 лет. Семья была небогатой, но работящей и, по местным меркам, вполне зажиточной — они держали ферму, пекарню, разводили лис-чернобурок. Иван (так его назвал отец) родился 29 мая 1940 года в городе Сикука на Южном Сахалине. Он был младшим, у него были 2 брата и сестра. При переходе острова к СССР в 1945 году семья была разлучена: отец был схвачен советскими властями и репрессирован, как бывший белогвардеец (по другим сообщениям, он стал работать переводчиком с японского и в 1949 году попал в лагеря на 10 лет). Иван, вместе с матерью, братьями и сестрой был репатриирован в Японию на Хоккайдо. С отцом дети больше не виделись. В дальнейшем Иван использовал только японское имя, а фамилию взял материнскую. Как сумоист считается выходцем с Хоккайдо.

## Карьера борца
Начал профессиональную карьеру в 1956 году в Нисёносэки-бэя (яп. 二所ノ関部屋) под собственной фамилией Ная. В мае 1959 года, после перехода в дзюрё, сменил сикону на Тайхо, что можно перевести как «Великий феникс». В начале 1960 года перешёл в высший дивизион японской профессиональной лиги сумо (макуути), тогда же в ноябре выиграл свой первый Императорский кубок. Стал ёкодзуной в следующем, 1961 году. Тайхо является единственным борцом в истории, побеждавшим в макуути хоть раз в каждый из годов своего пребывания там, а это 12 неполных лет. Его приводят в пример молодым борцам как образец трудолюбия и прилежания на тренировках, он много и напряженно тренировался до самого конца карьеры. С конца 1968 по весну 1969 года он выдал серию из 45 побед подряд, вторую в истории после Футабаямы (69) (впоследствии его достижение превзошли также Хакухо (63) и Тиёнофудзи (53)). Победная серия прервалась из-за судейской ошибки, что вызвало скандал. С той поры для разрешения судьями спорных случаев был введен видеоповтор.
Тайхо закончил карьеру в мае 1971 года, хотя его результат в марте был более чем хорош (12-3, дзюн-юсё), а в мае после четырёх поединков он имел счет 3-1. Последней каплей послужило повторное в этом году поражение от молодого и подающего большие надежды Таканохана Кэнси (будущего рекордсмена по пребыванию в ранге одзэки и отца ёкодзуна Таканохана Кодзи).

## Тренерская и административная карьера
Сразу по завершении карьеры Тайхо, как исключительный ёкодзуна, получил именную тренерскую лицензию. В декабре того же 1971 года отделился от родной школы и возглавил школу Тайхо-бэя. Тренерские успехи были умеренными. За 32-летнюю историю школы через неё прошло 154 ученика, 14 из них достигли статуса сэкитори, 5 поднимались в макуути, 2 в саньяку. На счету борцов Тайхо-бэя: 10 побед над великими чемпионами (кинбоси), 5 специальных призов (1 гино-сё, 2 сюкун-се, 2 канто-се) и 27 малых кубков (6 дзюрё, 5 макусита, 6 сандаммэ, 6 дзёнидан, 4 дзёнокути). В число борцов школы входил Рохо, достигший позже звания комусуби. Там же стажировался и к этой школе собирался примкнуть Хакурозан, что, однако, в последний момент стало невозможным из-за введения ограничения «один иностранец на школу». После выхода на пенсию и передачи дел своему зятю и самому титулованному из своих учеников экс-сэкиваке Одзуцу Такэси (принявшему тренерское имя Отакэ), Тайхо, тем не менее, сохранил связи со школой.
Как обладатель тренерской лицензии Тайхо входил в Ассоциацию сумо. В 1978 году был избран в Совет директоров Ассоциации, членом которого был более 15 лет. До 1994 был ответственным за проведение региональных турниров (то есть Хару, Нагоя и Кюсю басё). С 1994 по 1996 гг возглавлял Кёсюдзё (школу подготовки начинающих сумотори). В 2005 году, по достижении 65 лет (предельный возраст для обладателя лицензии ояката) вышел в отставку. В 2005—2008 годах занимал почётный пост Директора музея сумо при Кокугикане (Дворце сумо в Токио).

## Вне сумо
В 1966 году женился на дочери владельца традиционной японской гостиницы.
В феврале 1977 года Тайхо перенёс инсульт и был частично парализован, с помощью интенсивной программы реабилитации ему удалось частично восстановиться.
Тайхо интересовался судьбой потерянного отца. На склоне лет он поддерживал связи с Украиной. В 2002 году он посетил родину отца и разрешил местным любителям сумо проводить на Украине кубок его имени.
В 2011 году, во время визита в Японию президента Украины Виктора Януковича, был награждён украинским орденом «За заслуги» III степени.
Скончался 19 января 2013 года от желудочковой тахикардии. Символично, что менее чем через две недели закрылась хэя, за которую выступал Тайхо.

## Результаты с дебюта в макуути
| Год в сумо | Январь Хацу басё, Токио       | Март Хару басё, Осака         | Май Нацу басё, Токио          | Июль Нагоя басё, Нагоя        | Сентябрь Аки басё, Токио | Ноябрь Кюсю басё, Фукуока |
| --- | ----------------------------- | ----------------------------- | ----------------------------- | ----------------------------- | ------------------------ | ------------------------- |
| 1960 | Маэгасира #13 запада 12–3 Д   | Маэгасира #4 востока 7–8      | Маэгасира #6 востока 11–4 Д★  | Комусуби запада 11–4          | Сэкивакэ запада 12–3 Т   | Сэкивакэ востока 13–2     |
| 1961 | Одзэки востока 10–5           | Одзэки запада 12–3            | Одзэки запада 11–4            | Одзэки востока 13–2           | Одзэки востока 12–3–P    | Ёкодзуна запада 13–2      |
| 1962 | Ёкодзуна востока 13–2         | Ёкодзуна востока 13–2–P       | Ёкодзуна востока 11–4         | Ёкодзуна востока 14–1         | Ёкодзуна востока 13–2–P  | Ёкодзуна востока 13–2     |
| 1963 | Ёкодзуна востока 14–1         | Ёкодзуна востока 14–1         | Ёкодзуна востока 15–0         | Ёкодзуна востока 12–3         | Ёкодзуна востока 14–1    | Ёкодзуна запада 12–3      |
| 1964 | Ёкодзуна востока 15–0         | Ёкодзуна востока 15–0         | Ёкодзуна востока 10–5         | Ёкодзуна востока 1–4–10       | Ёкодзуна запада 14–1     | Ёкодзуна востока 14–1     |
| 1965 | Ёкодзуна востока 11–4         | Ёкодзуна востока 14–1         | Ёкодзуна востока 9–6          | Ёкодзуна запада 13–2          | Ёкодзуна востока 11–4    | Ёкодзуна востока 13–2     |
| 1966 | Пропустил из-за травмы 0–0–15 | Ёкодзуна востока 13–2         | Ёкодзуна востока 14–1         | Ёкодзуна востока 14–1         | Ёкодзуна востока 13–2–P  | Ёкодзуна востока 15–0     |
| 1967 | Ёкодзуна востока 15–0         | Ёкодзуна востока 13–2         | Ёкодзуна востока 14–1         | Ёкодзуна востока 2–1–12       | Ёкодзуна востока 15–0    | Ёкодзуна востока 11–2–2   |
| 1968 | Ёкодзуна востока 1–3–11       | Пропустил из-за травмы 0–0–15 | Пропустил из-за травмы 0–0–15 | Пропустил из-за травмы 0–0–15 | Ёкодзуна запада 14–1     | Ёкодзуна востока 15–0     |
| 1969 | Ёкодзуна востока 15–0         | Ёкодзуна востока 3–2–10       | Ёкодзуна запада 13–2          | Ёкодзуна востока 11–4         | Ёкодзуна востока 11–4    | Ёкодзуна востока 6–4–5    |
| 1970 | Пропустил из-за травмы 0–0–15 | Ёкодзуна востока 14–1         | Ёкодзуна востока 12–3         | Ёкодзуна запада 2–2–11        | Ёкодзуна востока 12–3    | Ёкодзуна запада 14–1–P    |
| 1971 | Ёкодзуна запада 14–1–P        | Ёкодзуна запада 12–3          | Ёкодзуна запада Отставка 3–3  | x                             | x                        | x                         |
| Результат приведен как победил-проиграл-снялся Победа Малый кубок Отставка Не выступал в макуути Специальные призы: Д=За боевой дух (Канто-сё); В=За выдающееся выступление (Сюкун-сё); Т=За техническое совершество (Гино-сё) Ещё показаны: ★=Кимбоси; P=Участие в дополнительном финале Лиги: Макуути — Дзюрё — Макусита — Сандаммэ — Дзёнидан — Дзёнокути Ранги макуути: Ёкодзуна — Одзэки — Сэкивакэ — Комусуби — Маэгасира |                               |                               |                               |                               |                          |                           |